# アンドレア・ベルヴェデーレ
アンドレア・ベルヴェデーレ（Andrea Belvedere、1652年頃 - 1732年）はイタリアの画家である。17世紀の初めからのナポリで、「静物画」が人気のある時代が続き、パオロ・ポルポラ(Paolo Porpora: 1617-1673)やジュゼッペ・レッコ(Giuseppe Recco: 1634–1695)といった画家が活躍したが、ベルヴェデーレはその時代の後期を代表する静物画家である。

## 略歴
ナポリで生まれた。近年の Prota Giurleoによる研究で、ベルヴェデーレは1732年6月27日に80歳でナポリで亡くなったという資料が発見されたので1852年生まれと推定された。静物画家、ジャコモ・レッコ(1603-1653)の弟子のパオロ・ポルポラ(Paolo Porpora: 1617-1673)やジョバン・バッティスタ・ルオッポロ(Giovan Battista Ruoppolo: 1629–1693)から絵を学んだと考えられている。ルオッポのスタイルから影響を受けていた。
ナポリとほぼ同時期から静物画が描かれるよりになり、より高度な発展を遂げたフランドルやオランダの静物画の影響を受けて、ベルヴェデーレの静物画はより複雑な構成を取るようになった。
ナポリで働いた後、スペインの宮廷画家になってマドリードで働いていたルカ・ジョルダーノの推薦で、カルロス2世に招かれ、1694年にスペインに移った。1700年までスペインに滞在し、ジョルダーノの指揮でエル・エスコリアル修道院の装飾の仕事などをした。
1700年に、カルロス2世が亡くなった後、ナポリに戻るが、絵を描くのを止め、演劇の世界で活動した。

## 作品

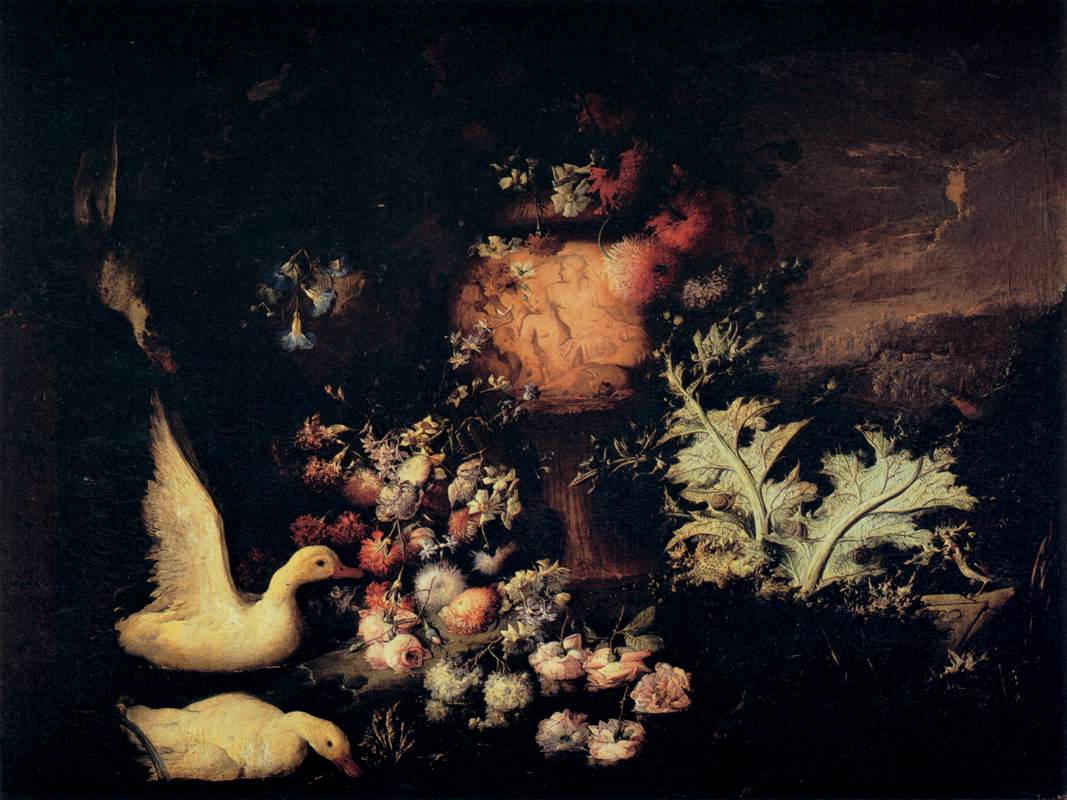
花と家鴨
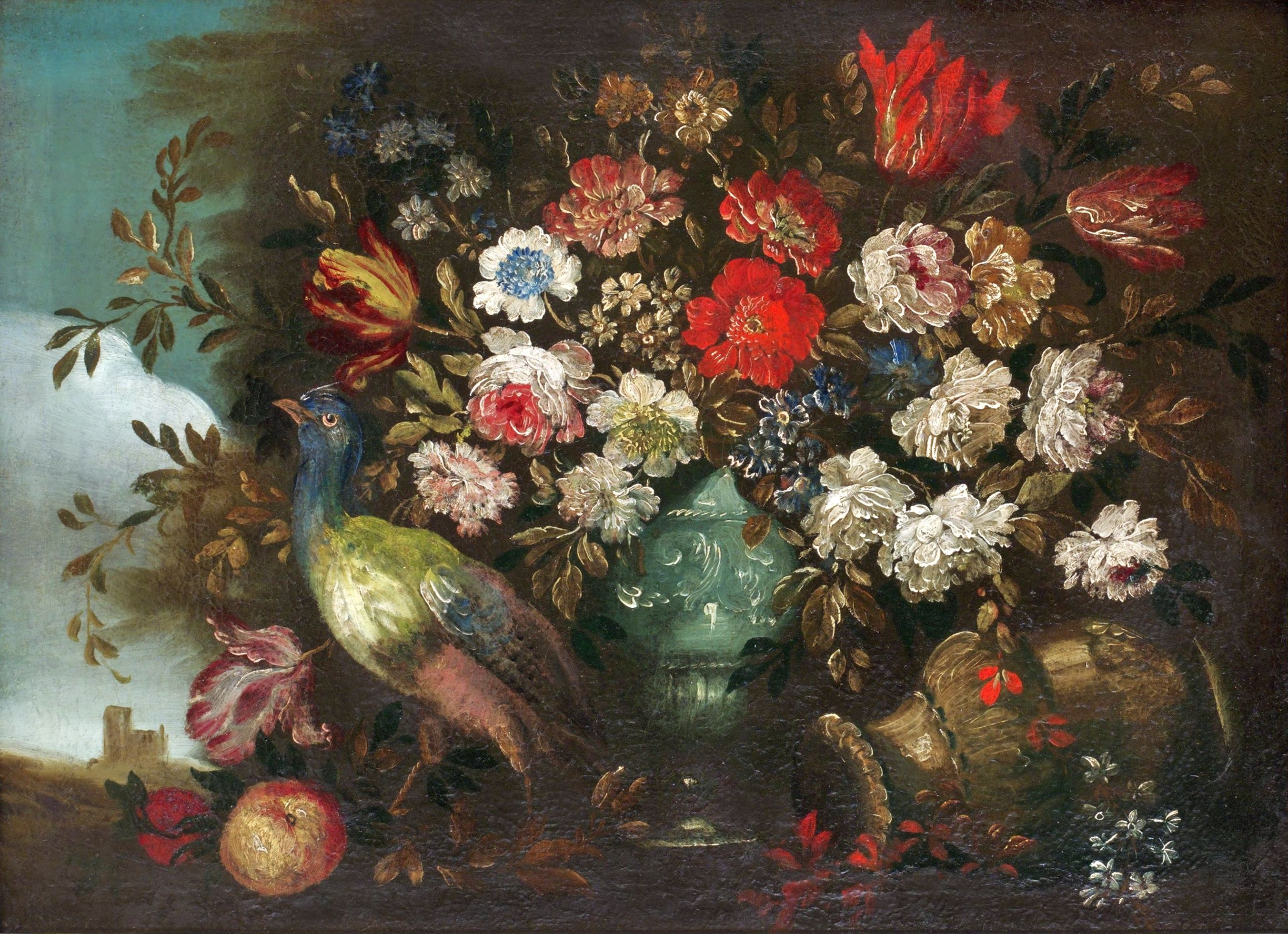
花と孔雀のいる静物画
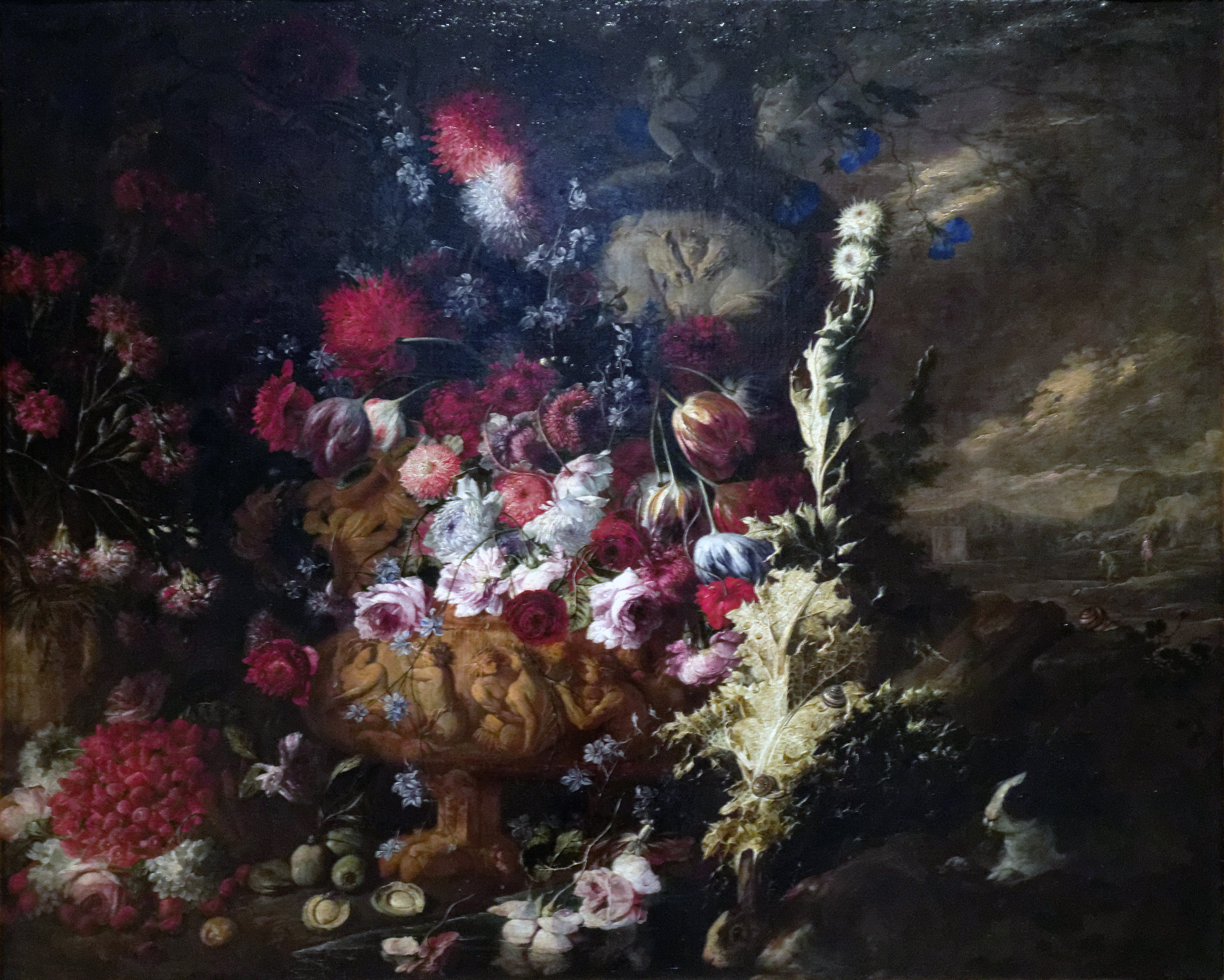
花瓶の花と果物のある風景画、プラド美術館蔵